# Campeonato Sul-Americano de Hóquei sobre a grama Masculino de 2014
O Campeonato Sul-Americano de Hóquei sobre a grama Masculino de 2014 foi a sexta edição deste torneio, administrado e patrocinado pela Federação Pan-Americana de Hóquei (PAHF). O Chile recebeu a competição pela segunda vez seguida (sendo a terceira no total), em sua capital Santiago, durante os Jogos Sul-Americanos.
A equipe da Argentina conquistou seu sexto título desta competição, consolidando a supremacia neste esporte.

## Regulamento e participantes
Em sua primeira fase, a competição teve uma disputa por pontos corridos, no qual todas as seleções se enfrentaram. Os posicionamentos nela alcançados determinaram a as partidas da fase final, que contaram com as disputas pelos quinto e terceiro lugares, além da decisão do campeonato.
Além dos anfitriões do Chile, se fizeram presentes as seleções de Argentina, Brasil, Peru, Uruguai e Venezuela.

### Eliminatórias para os Jogos Pan-Americanos de 2015
O presente sul-americano de hóquei serviu como eliminatória para os Jogos Pan-Americanos de 2015, celebrados na cidade canadense de Toronto.
Duas vagas diretas foram ofertadas para o evento continental do ano seguinte. As mesmas foram de posse das seleções que ficaram nas duas primeiras colocações deste campeonato no Chile.

## Jogos
Seguem-se, abaixo, as partidas realizadas nesta competição.

### Primeira Fase
1ª rodada
| 8 de março |      |      |         |  |  |
| Argentina  | 27–0 | Peru | Reporte |  |  |

| 8 de março |     |         |         |  |  |
| Brasil     | 2–1 | Uruguai | Reporte |  |  |

| 8 de março |     |           |         |  |  |
| Chile      | 2–0 | Venezuela | Reporte |  |  |

2ª rodada
| 9 de março |     |        |         |  |  |
| Peru       | 1–8 | Brasil | Reporte |  |  |

| 9 de março |      |           |         |  |  |
| Argentina  | 10–3 | Venezuela | Reporte |  |  |

| 9 de março |     |         |         |  |  |
| Chile      | 2–0 | Uruguai | Reporte |  |  |

3ª rodada
| 11 de março |     |           |         |  |  |
| Uruguai     | 1–7 | Venezuela | Reporte |  |  |

| 11 de março |     |           |         |  |  |
| Brasil      | 1–6 | Argentina | Reporte |  |  |

| 11 de março |      |       |         |  |  |
| Peru        | 0–10 | Chile | Reporte |  |  |

4ª rodada
| 12 de março |     |        |         |  |  |
| Venezuela   | 1–4 | Brasil | Reporte |  |  |

| 12 de março |     |      |         |  |  |
| Uruguai     | 8–0 | Peru | Reporte |  |  |

| 12 de março |     |           |         |  |  |
| Chile       | 3–7 | Argentina | Reporte |  |  |

5ª rodada
| 14 de março |     |      |         |  |  |
| Venezuela   | 9–0 | Peru | Reporte |  |  |

| 14 de março |     |       |         |  |  |
| Brasil      | 1–3 | Chile | Reporte |  |  |

| 14 de março |     |         |         |  |  |
| Argentina   | 8–0 | Uruguai | Reporte |  |  |

#### Classificação final - Primeira Fase
| Equipe    | Pts | J | V | E | D | GF | GC | Saldo |
| --------- | --- | - | - | - | - | -- | -- | ----- |
| Argentina | 15  | 5 | 5 | 0 | 0 | 58 | 7  | +51   |
| Chile     | 12  | 5 | 4 | 0 | 1 | 20 | 8  | +12   |
| Brasil    | 9   | 5 | 3 | 0 | 2 | 16 | 12 | +4    |
| Venezuela | 6   | 5 | 2 | 0 | 3 | 20 | 17 | +3    |
| Uruguai   | 3   | 5 | 1 | 0 | 4 | 10 | 19 | -9    |
| Peru      | 3   | 5 | 0 | 0 | 5 | 1  | 62 | -61   |

- Convenções: Pts = pontos, J = jogos, V = vitórias, E = empates, D = derrotas, GF = gols feitos, GC = gols contra, Saldo = diferença de gols.
- Critérios de pontuação: vitória = 3, empate = 1, derrota = 0.
- Argentina e Chile asseguraram presença nos Jogos Pan-Americanos de 2015.

### Fase Final

#### Disputa do 5º lugar
| 16 de março |     |      |         |  |  |
| Uruguai     | 5–0 | Peru | Reporte |  |  |

#### Disputa do 3º lugar
| 16 de março |     |           |         |  |  |
| Brasil      | 2–3 | Venezuela | Reporte |  |  |

#### Disputa do Título
| 16 de março |     |       |         |  |  |
| Argentina   | 8–1 | Chile | Reporte |  |  |

## Título
| Campeonato Sul-Americano de 2014 Hóquei sobre a grama masculino |
| --------------------------------------------------------------- |
| Argentina Campeão (6º título)                                   |